# Estadio José Tomás Silva
El estadio José Tomás Silva es un estadio de fútbol de Paraguay que se encuentra ubicado en el barrio Virgen del Huerto de la ciudad de Asunción. 
Este escenario cuenta con una capacidad para 800 personas sentadas, aunque para algunos partidos importantes se llegaron a colocar tribunas portátiles para aumentar su capacidad de manera temporal a 2.000 espectadores. En el mismo hace las veces de anfitrión el equipo de fútbol del Club Sportivo Ameliano. El escenario es popularmente conocido como La paila.

## Historia
El club en sus inicios tuvo su primer campo de deportes en el predio que actualmente ocupa el Instituto de Medicina Tropical, sober la avenida Venezuela. En años posteriores tuvo otro campo de juego en las cercanías de la avenida España y Venezuela.
Hasta que en la década de 1970 se muda al actual predio en donde fue construido el actual estadio. Siendo uno de los principales impulsores el señor José Tomás Silva.
En el año 2013 se inaugura un moderno gimnasio en el predio del club.
En diciembre de 2015 el estadio sufrió algunos daños tras una tormenta.

Vista de las graderías.

En junio del año 2021, gracias al apoyo de la APF el estadio recibió algunas mejoras y mantenimiento en lumínica, pintura, vestuarios, butacas, arcos, vestuarios y la infraestructura en general, pero sin aumentar su capacidad de espectadores.
Desde el 21 de febrero de 2025, el Estadio José Tomás Silva de Asunción se convirtió en un escenario secundario, utilizado solo para entrenamientos y como sede social del club, esto debido a la inauguración del estadio La Fortaleza del Pikysyry en la ciudad de Villeta, que cuenta con una mayor capacidad y mejor infraestructura.